# Paleografia musicale
Il termine paleografia musicale,  analogamente alla paleografia, deriva dal greco palaiòs "antico" e graphein "scrivere", ed è la disciplina che studia la storia della scrittura musicale, specialmente quella manoscritta. Si riferisce all'arte di leggere, interpretare e spiegare gli spartiti musicali antichi. 

La capacità del paleografo musicale è quella di capire e tradurre non solo lo spartito antico in notazione musicale moderna, ma anche di esprimere il legame tra l'attività di chi scriveva nel passato e tutti gli aspetti dell'esistenza allora connessi a tale attività.

## La disciplina
La disciplina nacque intorno al 1880, sugli scritti di Dom Andrè Mocquereau, e si occupa della musica scritta in prevalenza dal IX secolo fino al rinascimento, e più specificatamente del canto gregoriano. 

In età medievale la musica era scritta in modo molto diverso dall'attuale. Le informazioni contenute erano molto vaghe sia sull'altezza che sulla durata dei suoni e spesso indicavano soltanto la parte relativa al canto e non quella degli strumenti di accompagnamento. La notazione del tempo era detta notazione neumatica o adiastematica o in campo aperto ed indicava soltanto il valore delle note, ma non l'altezza, visto che non esistevano i righi musicali. Pertanto la musica veniva tramandata per via imitativa, da cantore a cantore, e gli spartiti servivano soltanto per dare indicazioni ritmiche, non melodiche ed eventualmente come documentazione cartacea delle opere. Ciò valeva fino al XII secolo. Verso la fine del XII secolo venne introdotta la notazione modale, dai musicisti della Scuola di Notre Dame, e con il XIII secolo la notazione mensurale che rimase tale fino alla fine del XVII secolo.